# Castell de Sarroca
El castell de Sarroca és un castell en ruïnes al municipi Sarroca de Lleida (Segrià) declarat bé cultural d'interès nacional. El topònim Sarroca denota l'assentament damunt la roca. Després dels castells de la ciutat de LLeida, és el més important del Segrià per la seva situació estratègica en el camí de Lleida a Tortosa.

## Descripció
Està construït sobre una roca de gres tallada per l'est per fer un fossat que seria l'accés al castell. En aquest punt s'endevinen restes d'una estructura rectangular que es podria associar a una torre porta. Del castell s'aprecien diversos recintes: el superior, molt allargassat i en posició central, conserva les filades de baix del mur perimetral, fetes de carreus rectangulars de mida gran. És de planta rectangular, amb restes de dos contraforts propers al mig del mur meridional. Aquest primer recinte sembla que es podria datar als primers temps de la conquesta cristiana.
A la banda nord del recinte sobirà es construí una cisterna quadrangular (4,7 m X 4), feta de carreus i amb volta de mig canó. El mur oriental, trencat, ara comunica amb una sala de planta rectangular coberta per volta de canó de mig punt de 4,7 m d'ample per 14,5 de llarg. Parets i volta estan fetes d'encofrat amb dues capes d'arrebossat. Tota la sala fou bastida al mateix temps però posteriorment a la cisterna. Al costat immediat hi ha una cambra més petita i a la banda nord, tres espitlleres d'una esqueixada buidades en l'encofrat.

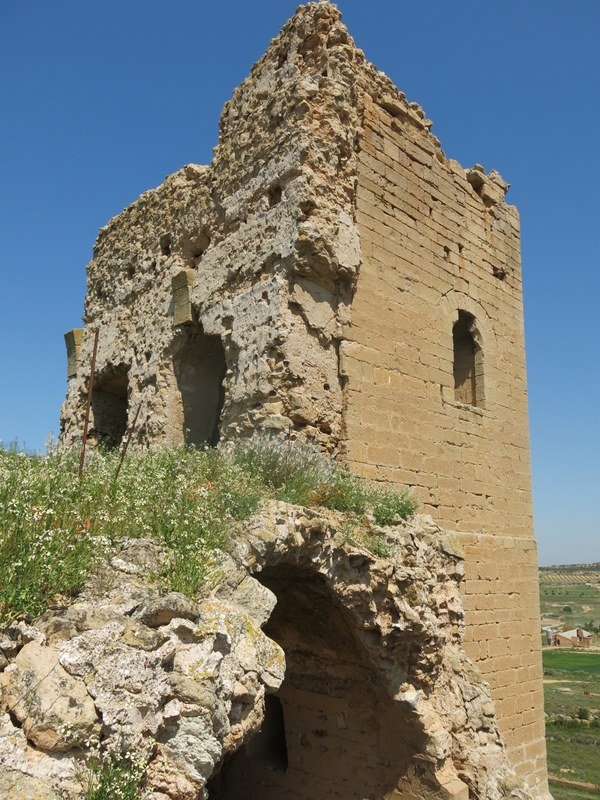
Torre (2017)

La construcció que actualment més destaca del castell és una torre, de base atalussada, sobre la qual hi ha un pis de parets rectes que tenia dues grans finestres al nord-est i a l'est, d'arc apuntat amb intradós decorat per una senzilla traceria gòtica. A l'oest, una altra finestra més petita que conserva la decoració gòtica quasi intacta. Té dues petites espitlleres, al nord i a l'oest. La planta principal fa 3,8 m X 2,9 m i el gruix del mur és de 110 cm. Tota l'estructura està feta de carreus rectangulars, amb marques de picapedrer i algun grafit. És coberta amb volta apuntada. Per la part nord-oest, per sobre de la roca, hi ha la muralla corresponent a la sala inferior, la qual mostra un tram amb una mena de bestorre que fou folrada més tard per una segona construcció o mur d'aparell semblant i que podria lligar amb el moment de la construcció de la nau superior, moment al qual correspon la construcció d'una nova cisterna, rectangular i amb volta semicircular que es troba a l'oest del recinte interior. Finalment, des del nord-oest, seguint per la banda de ponent i el costat sud, hi ha el mur del recinte jussà, de pedra calcària que contrasta amb el gres de les fases anteriors de la fortalesa. Presenta carreus de diferents mides posats de llarg i de través, lligats amb argamassa i amb inclinació atalussada a la banda meridional per folrar el cingle de roca. Per sota la roca de gres s'han excavat túnels que serviren de refugi durant la Guerra Civil Espanyola.
L'any 1910, Ceferí Rocafort descrivia així el castell de Sarroca: 
| «              | sols en resten algunes quadres amb massisses voltes i l'esvelta torre quadrada, ornada per gòtics finestrals; el talús, en forma esglaonada s'enfonsa en el ribàs que mira a la vall provinent de Torrebesses | » |
| — C. Rocafort. | |   |

La datació seria almenys del segle xiii, modificada i ampliada al XIV i novament al segle xvii. Probablement a partir del segle xix el castell restà abandonat i abocat a l'espoli. La presència de ceràmica grisa confirma la datació sense oblidar el precedent islàmic sustentat per molts autors.

## Història
És un castell termenat documentat el 1280. Consignada l'antiguitat romana i àrab, la repoblació de Sarroca ve establerta al segle xiv. La senyoria, llavors, recau al llinatge Santcliment. El 10 d'abril del 1357 el rei, que tenia la propietat d'aquest castell, va vendre'n tota la jurisdicció (mer i mixt imperi) a Francesc de Santcliment. Aquesta família, i en concret Comtessina de Barutell i de Botella, vídua de Climent de Barutell, Santcliment i de Prunera, vengué en el 1618 la Baronia de Sarroca i de Llardecans a Josep Castellbell, senyor de Maials i des de la darreria del segle xviii fins a la desamortització (1831) i l'extinció de les senyories fou de la família barcelonina dels Matas.
La fortalesa encara tingué un paper important durant la guerra del Francès i fou ocupada pels carlins el 1836.